# Josia fornax
Josia fornax är en fjärilsart som beskrevs av Druce 1885. Josia fornax ingår i släktet Josia och familjen tandspinnare. Inga underarter finns listade i Catalogue of Life.